# 渡邊毅 (教育学者)
渡邊 毅（わたなべ つよし、1960年 - ）は、日本の教育学者。専門分野は道徳教育。皇學館大学教育学部教授。

## 経歴・人物
1960年（昭和35年）生まれ、愛知県出身。皇學館大学文学部国史学科卒業。三重県内の公立学校教諭を経て、皇學館大学教育学部教授に就任。

## 受賞歴
- 1999年（平成11年）- 第9回三重教育文化賞受賞（個人研究部門）
- 2000年（平成12年）- 財団法人日本教育研究連合会「教育研究表彰」受賞

## 著書

### 単著
- 『日本の近代と教育』私家版、1999年。
- 『教育を救え！』私家版、2002年。
- 『道徳の教科書 善く生きるための70の話』PHP研究所[1]、2003年。
- 『愛国心の教科書 誇り高く生きるための50の話』PHP研究所[1]、2005年。
- 『道徳の教科書・実践編 「善く生きる」ことの大切さをどう教えるか』PHP研究所、2007年。
- 『伊勢の神宮のおはなし 子供たちに伝えたい式年遷宮』明成社[1]、2012年。
- 『学校を救い、子供たちを幸福にする道徳教育』四柱神社、2017年。
- 『道徳教育における人物伝教材の研究 ―人は偉人を模倣する』ナカニシヤ出版[1]、2020年。

### 共著
- 『子供たちに伝えたい日本の建国』明成社、2004年。
- 『北朝鮮による拉致を考える 中学生・高校生に知ってほしいこと』明成社、2004年。
- 『平泉澄博士全著作紹介』勉誠出版、2004年（平泉澄の業績紹介）。
- 『教育黒書』PHP研究所、2005年。
- 『道徳教育入門－その授業を中心として－』教育開発研究所、2008年。

### 訳著
- 二宮尊徳・福住正兄『現代語抄訳 二宮翁夜話―人生を豊かにする智恵の言葉』PHP研究所、2005年。
- 新渡戸稲造『新訳 自警』PHP研究所、2008年。